# دهستان هرابرجان
دهستان هرابرجان، یکی از دهستان‌های بخش مرکزی شهرستان مروست در استان یزد ایران است. مرکز این دهستان، روستای هرابرجان است.

## پیشینه تقسیمات
دهستان هرابرجان در سال ۱۳۵۴ از شهرستان آباده استان فارس جدا و به شهرستان شهربابک استان کرمان پیوست؛ سپس، در سال ۱۳۵۹ از شهرستان شهربابک جدا و به شهرستان مهریز استان یزد پیوست، اما زیاد طول نکشید که به شهرستان خاتم پیوست و اکنون به شهرستان مروست پیوسته است. این دهستان از زمان نخستین تقسیمات کشوری در سال ۱۲۸۶ هجری شمسی در دوره قاجار با عنوان مجموعه دهات یا قریه هرابرجان با مرکزیت روستای هرابرجان در این تقسیمات تعریف شد. در این تقسیمات که نخستین تقسیمات کشوری ایران نیز شناخته می‌شود، دهستان هرابرجان مجموعه‌ای از چندین ده و آبادی ومزرعه بود که به دلیل مرکزیت روستای هرابرجان، نام این روستا بر مجموعه توابع و دهات اطراف آن نیز گذاشته شد. این دهات و آبادی‌ها شامل روستاهای هرابرجان، ترکان، حسین‌آباد، رحمت آباد و چندین آبادی و مزرعه بوده است. بر اساس قانون تشکیل ایالات و ولایت سال ۱۲۸۶ هرابرجان در تقسیمات کشوری از توابع بلوک بوانات در ولایت آباده و ایالت فارس محسوب می‌شد.
در نخستین تقسیمات کشوری در دوره پس از قاجار، در سال ۱۳۱۶، هرابرجان به عنوان یک دهستان با مرکزیت روستای هرابرجان در بخش بوانات، شهرستان آباده و استان هفتم ایران که استان فارس امروزی است قرار گرفت. از آن زمان تا کنون هرابرجان همچنان با همین نام در تقسیمات کشوری معرفی شده است. در آخرین تقسیمات کشوری در سال ۱۴۰۰ نیز هرابرجان با وضعیت یک دهستان با مرکزیت روستای هرابرجان در تقسیمات کشوری جمهوری اسلامی ایران در وب سایت وزارت کشور معرفی شده است.

## جمعیت
بر پایه سرشماری عمومی نفوس و مسکن در سال ۱۳۹۵، جمعیت دهستان هرابرجان برابر با ۲٬۸۳۰ نفر بوده است.